# Даниил Переславский
Даниил Переславский (Дмитрий;? — 7 апреля 1540) — святой Русской церкви, почитается в лике преподобных. Основатель Данилова монастыря близ Переславля.
Память его празднуется 7 (20) апреля в день преставления; 5 июня(23 мая) в Соборе Ростово—Ярославских святых и 12 января(30) декабря в день перенесения мощей.
Мать Даниила преподобная Феодосия прославлена в лике святых.

## Биография
Даниил родился в Переславле от родителей, выехавших сюда в княжение Василия Васильевича из города Мценска с воеводой Григорием Протасьевым. Учился в Никитском монастыре при своём родственнике старце игумене Ионе. Отсюда с родным братом Герасимом тайно ушёл в Пафнутьево-Боровский монастырь, где постригся с именем Даниил.
Десять лет жил в Пафнутьевом монастыре под руководством старца преподобного Левкия Волоколамского (1492) и в Левкиевой пустыни. В 1491 году возвратился в Никитский монастырь и в том же году перешёл в Горицкий. Здесь в течение 30 лет был монахом, иеромонахом и архимандритом.
Даниил избрал особый подвиг. Он разыскивал скончавшихся в пути и устраивал им христианское погребение. Он уходил из монастыря для этих поисков днём и ночью, подбирал по дорогам тела умерших, приносил на кладбище (скудельницу) и совершал погребение, а после поминал их за литургией.
Даниил построил кладбищенскую церковь во имя Всех святых, чтобы молиться за безымянных покойников. Попав на приём к великому князю Василию Ивановичу, он получил грамоту на владение  местом, где планировал создать церковь. Вскоре митрополит Симон дал благословенную храмоздательную грамоту. 15 июля 1508 года церковь Всех святых была освящена.
Одним из близких учеников Даниила был преподобный Герасим Болдинский (1554), впоследствии основавший несколько монастырей на Смоленской земле.

## Основатель монастыря
Основал на скудельницах новый монастырь.
Преставился 7 апреля 1540 года.

## Мощи
Преподобный Даниил был погребён возле жертвенника Троицкого собора. 18 ноября 1653 года его мощи обретены, а 30 декабря свидетельствованы митрополитом Ростовским и Ярославским Ионой.  «При епископе Феофилакте (Горском), в 1781 г., была высеребрена рака для мощей преп. Даниила и в 1782 г. туда торжественно переложены его мощи; в 1784 г. над ракой поставлена новая вызолоченная сень».

Александр Иванович Свирелин восстановил службу святому Даниилу, опубликовал его житие и описал историю его монастыря.